# Susie Silvey

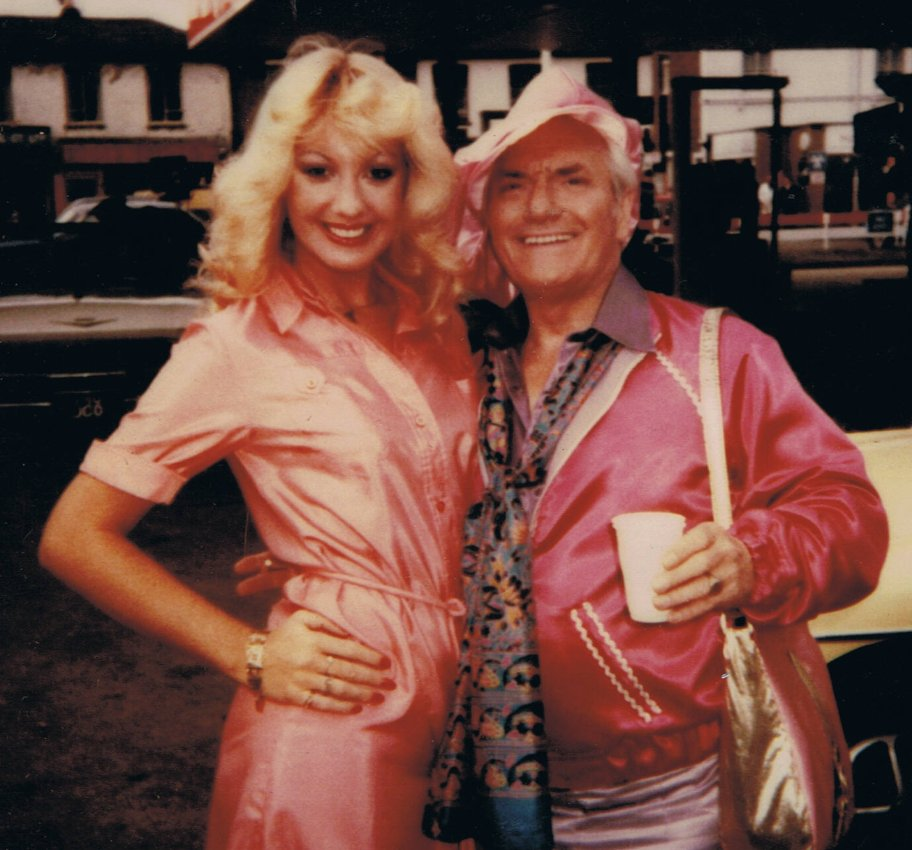
Silvey durante una filmación con Dick Emery en los años de 1980

Susan "Susie" Silvey (a veces considerado como Suzie Silvey) (17 de septiembre de 1956, Londres) es una actriz, bailarina y modelo inglesa de la década de 1970 y 80. 
Educada en la Escuela de Arte de Harrow, Silvey estudió ballet durante cinco años, el baile de jazz durante tres años, así como de canto operístico con Wyn Spruce, y el Método Stanislavsky en el Centro de Actores, en Londres. Fue bailarina durante dos años en Top of the Pops en la década de 1980.
Sus apariciones en televisión incluyen The Emery Show Dick (1980), Terry and June (1980), The Hitchhiker's Guide to the Galaxy (1981), Emery Presents:Legacy of Murder (1982), Smiley's People (1982), Jemima Shore Investigates (1983), Never the Twain (1983), Xtro (1983) y The Odd Job Man (1984).